# Stachyothyrsus stapfiana
Stachyothyrsus stapfiana är en ärtväxtart som först beskrevs av Auguste Jean Baptiste Chevalier, och fick sitt nu gällande namn av J.Leonard och Voorh.. Stachyothyrsus stapfiana ingår i släktet Stachyothyrsus och familjen ärtväxter. Inga underarter finns listade i Catalogue of Life.